# Juan Carlos Sánchez
Juan Carlos Sánchez Frías (né le 1er septembre 1956 à Formosa, Argentine) est un joueur de football bolivien. Il évoluait au poste d'attaquant.

## Biographie
Il réalise la plus grande partie de sa carrière dans le championnat bolivien.
Il joue 53 matchs en Copa Libertadores, marquant 26 buts, ce qui le place à la huitième place des meilleurs buteurs de cette compétition.
Le 7 avril 1985, il réussit l'exploit d'inscrire six buts en Copa Libertadores, lors d'une rencontre face au Deportivo Italia.
Il est meilleur buteur de la Copa Libertadores en 1985 avec 11 buts. Il est également meilleur buteur du championnat de Bolivie à quatre reprises, en 1980, 1981, 1983 et 1990.
Il est sélectionné cinq fois en équipe de Bolivie, marquant un but contre le Brésil.

## Palmarès
- Blooming
  - Vainqueur du championnat de Bolivie en 1984

## Distinctions personnelles
- Meilleur buteur du championnat de Bolivie en 1980 (21 buts), 1981 (30 buts), 1983 (30 buts) et 1990 (20 buts)
- Meilleur buteur d'Amérique du Sud en 1981 et 1983 avec 30 buts
- Meilleur buteur de la Copa Libertadores en 1985 avec 11 buts